# 나르고스론드
나르고스론드는 《실마릴리온》에 등장하는 왕국으로 벨레리안드에 위치했다. 피나르핀의 장남 핀로드가 어느 날 꿈에서 왕국을 세우라는 울모의 계시를 받고 난쟁이의 도움을 받아 세워졌다. 이것 때문에 핀로드는 땅굴 파는 자라는 의미의 펠라군드라는 이명을 얻게 되었다. 초대 국왕은 핀로드였고, 다고르 브라골라크에서 바라히르에게 받은 빚을 지기 위해 그의 아들 베렌과 왕국을 떠나면서 자신의 조카 오로드레스에게 왕위를 넘겼다. 이후 글라우룽이 이끄는 모르고스의 군세에 오로드레스는 전사하고 멸망했다.

### 기타
자신과 마찬가지로 울모에게서 똑같은 계시를 받은 사촌 형제 투르곤도 자신만의 왕국을 세웠는데 그 왕국의 이름은 곤돌린이다. 나르고스론드보다 오래 존속했는데 그 이유는 오랜 세월이 지나도록 왕국의 위치를 비밀로 하고 세상과 단절된 상태로 은밀한 생활을 했기 때문이다. 하지만 마이글린의 배신으로 모르고스에게 멸망한다.